# HMS North Star (1824)

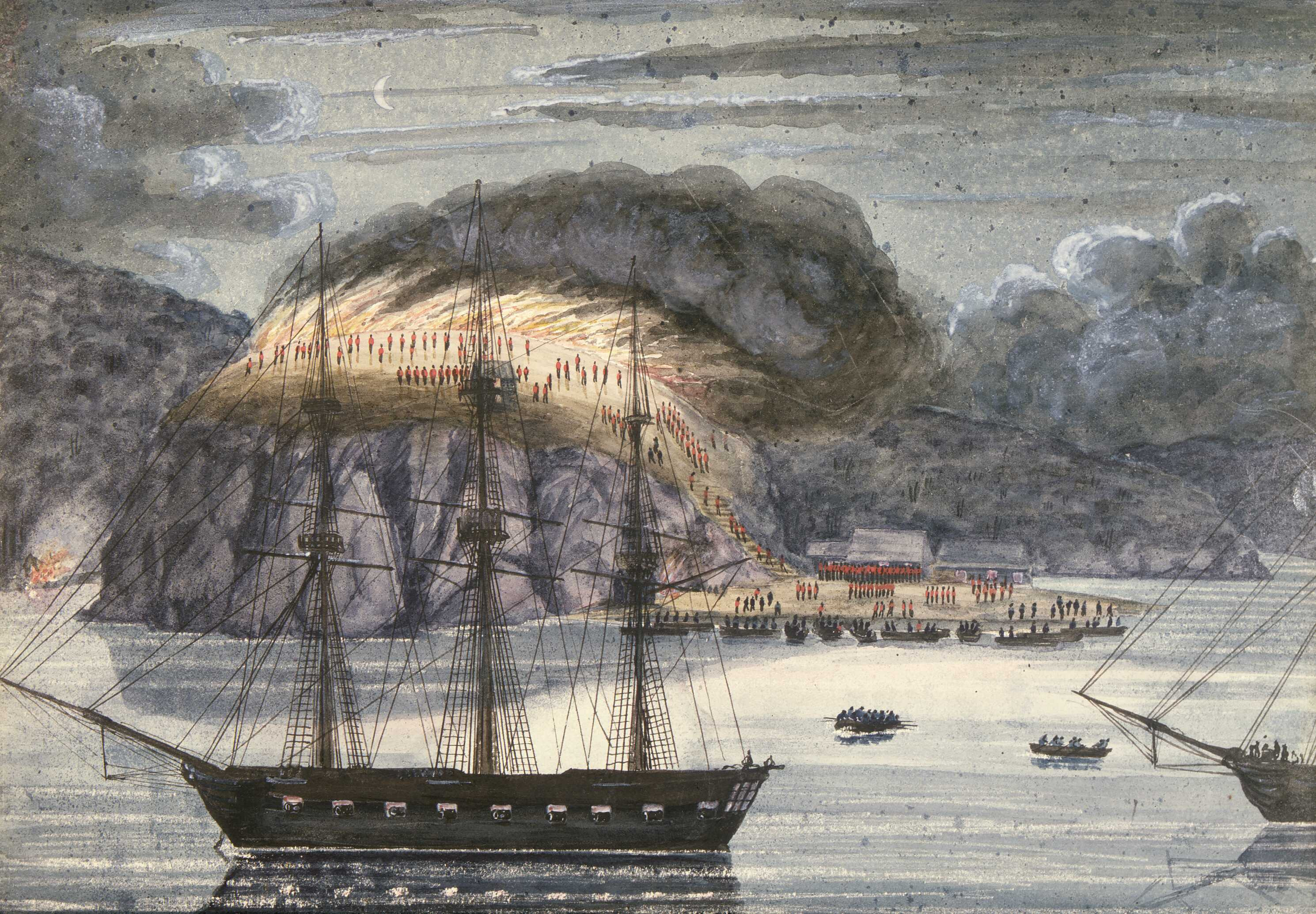
En by i Nya Zeeland bränns ned medan HMS North Star väntar i hamnen.

HMS North Star var ett engelsk post-, krigs- och segelfartyg som seglade på alla världshav.
Fartyget byggdes 1817 och det sjösattes 1824. North Star deltog i flera sjöslag.
Året 1849 användes fartyget av kapten James Saunders för att leta i Arktis efter James Clark Ross som i sin tur sökte efter Franklinexpeditionen. North Star nådde en fjord i nordvästra Grönland som senare uppkallades efter fartyget (se North Star Bugt). Det var vid tidpunkten den nordligaste övervintringsplatsen för ett fartyg från Royal Navy. Efter vintern fortsatte fartyget över Baffinbukten till Whaler Point i Nordamerika. På vägen träffades William Penny och besättningen fick veta att Ross hade återvänd till England. Året 1852 seglade North Star under William Pullen åter till Arktis för att leta efter Edward Belcher. Fartyget förankrades vid Beecheyön med proviant för alla expeditioner som fanns i regionen. Senare upptog fartyget besättningen av HMS Investigator som hade lämnads kvar i isen av Robert McClure. Även besättningarna av fyra mindre fartyg av Edward Belcher togs tillsammans med HMS Phoenix hem till England.